# GNAT
GNAT — свободный компилятор языка Ада, является частью GNU Compiler Collection.
Изначально его название было аббревиатурой GNU NYU Ada Translator, но сейчас это потеряло смысл. Графический интерфейс и библиотека времени исполнения написаны на Аде.
JGNAT — версия GNAT, которая генерирует байткод Java для исполнения на Java Virtual Machine из кода на Аде.
Поддержка бесплатной версии IDE GNAT от компании AdaCore прекращена

## История
Проект был начат в 1992, когда ВВС США заключили контракт с университетом Нью-Йорка на создание компилятора Ады с открытым исходным кодом, чтобы помочь стандартизировать Ada 9X. Контракт на 3 миллиона долларов требовал использования GNU GPL для всех разработок и признания авторских прав за FSF. Первая официальная проверка GNAT была проведена в 1995 году.
В 1994 и 1996 создатели GNAT организовали две родственные компании, Ada Core Technologies в Нью-Йорке и ACT-Europe в Париже, с целью обеспечить продолжение разработки и коммерческую поддержку GNAT. Обе компании были объединены и переименованы в AdaCore в 2004 году.
GNAT изначально выпускался отдельно от исходных текстов GCC. 2 октября 2001 исходные тексты GNAT были отправлены в репозиторий GCC CVS. Последней версией, выпущенной отдельно, был GNAT 3.15p, на базе GCC 2.8.1, 2 октября 2002. Начиная с GCC 3.4, на основных платформах официальные выпуски GCC проходят 100 % тестов Ada ACATS, включённых в набор тестов GCC. В GCC 4.0 более экзотические платформы тоже проходят 100 % ACATS.
Компилятор лицензируется на условиях GNU General Public License. Библиотека рабочих программ лицензируется либо под GNU General Public License («GNAT GPL Edition» от AdaCore), либо GNAT Modified General Public License (GCC, GNAT Pro). GNAT — часть большинства дистрибутивов Linux и BSD.